# Estación Bandera
Bandera es una estación de ferrocarril del Ferrocarril General Belgrano, ubicada en la ciudad homónima, departamento Belgrano, Provincia de Santiago del Estero, Argentina.

## Servicios
No presta servicios de pasajeros, sólo de cargas. Sus vías e instalaciones están a cargo de la empresa estatal Trenes Argentinos Cargas.
Desde 2014 volvió a tener tráfico de formaciones cargueras.
Desde esta estación partía el Ramal C2, hoy en día desmantelado.